# Langues timote-cuica
Les langues timote-cuica sont une famille de langues amérindiennes d'Amérique du Sud, parlées au Venezuela.

## Histoire des langues

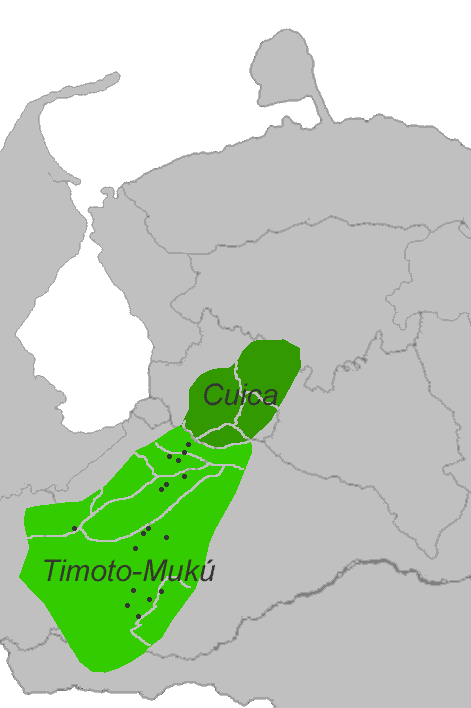
Localisation originelle des langues timote-cuica.

À l'arrivée des Espagnols, au XVIe siècle, les Timote et les Cuica occupaient les montagnes des États actuels de Mérida et de Trujillo.
Des descendants des Timote-Cuica vivent toujours mais leurs langues ont disparu, au début du XXe siècle, au profit de l'espagnol.

## Classification
Il est difficile de déterminer si le timote et le cuica étaient deux langues différenciées ou s'il s'agissait de deux dialectes.
- Le timote
- Le cuica

## Sources
- (en) Adelaar, Willem F. H. ; et Muysken, Pieter C. ; The Languages of the Andes, Cambridge Language Surveys, Cambridge, Cambridge University Press, 2004 (Édition revue, 2007)  (ISBN 978-0-521-36831-5)